# Hector Theophilus de Cramahé
Hector Theophilus Cramahé, baptisé Théophile-Hector de Cramahé (Dublin, 1er octobre 1720 - près d'Exeter, Devonshire, 9 juin 1788) est un militaire et administrateur colonial britannique au Canada, d'origine française par ses parents huguenots.

## Biographie

### Jeunesse
Son père, Hector-François Chateigner de Cramahé et des Rochers, était huguenot et avait quitté la France à la fin du XVIIe siècle pour échapper aux guerres de Religion. Il avait épousé Marianne de Belrieu (fille du baron de Virazel). Le jeune Hector reçoit une éducation familiale protestante et francophone.

### Carrière militaire
En 1740, Hector Cramahé rejoint l'armée britannique et participe à plusieurs campagnes militaires. En 1758, ayant atteint le grade de capitaine, il participe à la capture de Louisbourg, à celle de l'île Royale (l'actuelle île du Cap-Breton) et à la prise de Québec. Quelques jours après la reddition de Québec, il devient secrétaire du colonel James Murray, commandant, puis gouverneur de Québec et son compagnon d'armes depuis 1741. Parfaitement bilingue, il devient vite indispensable à Murray, qui le fait nommer en 1764 secrétaire civil du Gouverneur de la Province de Québec lorsque lui-même est nommé à ce poste.
Murray, ayant besoin de quelqu'un de confiance, envoie Cramahé à Londres dès la fin de 1764 pour renseigner les ministères de tout ce qui concerne la province et y représenter le point de vue et les demandes de Murray. Il reste 20 mois en Angleterre, et lorsqu'il est de retour à Québec le 12 septembre 1766, c'est à titre de secrétaire du nouveau lieutenant-gouverneur Carleton, Murray ayant été rappelé.

### Administrateur colonial
Cramahé devient administrateur de la colonie lors du départ temporaire pour Londres de Carleton en août 1770, puis obtient le titre de lieutenant-gouverneur en juin 1771, titre qu'il conserve jusqu'en avril 1782.
Son mandat d'administrateur prend fin le 18 septembre 1774 lors du retour de Carleton. Cependant Cramahé doit mettre la ville de Québec en état de défense en 1775 lors de l'invasion américaine et de la bataille de Québec.
En 1778 la nomination de Frederick Haldimand comme gouverneur est annoncée, et dès son arrivée en juin 1778, les relations entre lui et Cramahé sont tendues. Cramahé offre sa démission dès novembre 1779. Le 5 janvier 1781, elle devient effective, et il quitte le Canada le 23 octobre de la même année. Henry Hamilton le remplace comme secrétaire.
Admiré à la fois par les francophones et les anglophones, Cramahé a droit à un vibrant témoignage de reconnaissance lors de son embarquement pour la Grande-Bretagne. Il obtient la commission de lieutenant-gouverneur de Détroit en 1786 mais meurt peu de temps après.